# Ryukyuanfolket

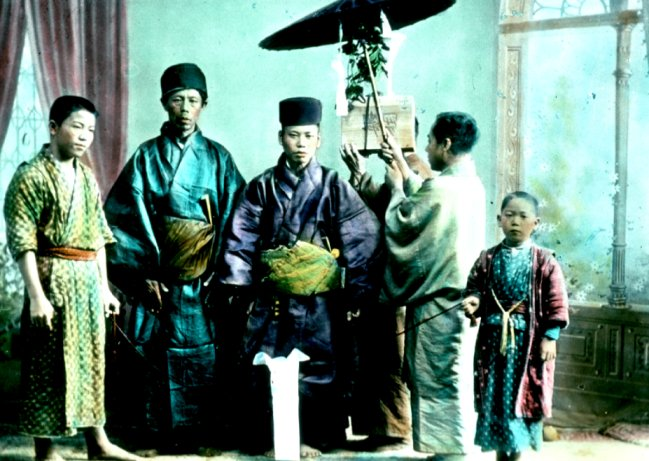
Ruykan folk I traditionell klädsel

Ryukyuanfolket (琉球民族 Ryūkyū minzoku?,  Okinawaspråket: Ruuchuu minzuku); även Lewchewan är ett ursprungsfolk på Ryukyuöarna från Okinawa och västerut mot Taiwan. Ryukyuan är det största minoritetsfolket i Japan och 60 procent bor i Okinawa-arkipelagen. Huvudstad är Naha, som en gång var administrativt centrum i Kungariket Ryukyu.

## Historia

### Ursprung
Ryukyufolket härstammar från Jomon, en stenålderskultur från 10 000 f. Kr. och Yayoi i det antika Japan från 250 f. Kr. och andra invandrande folk från Ostasien.

### Kungariket Ryukyu och modern tid
Kungariket Ryukyu etablerades 1429 som en vasallstat till Kina och fick hög grad av självstyre. 1609 erövrades Ryukyuöarna under Tokugawa shugunatet, men det var först 1879 som arkipelagen helt styrdes av Japan. Från denna tid fick Ryukyufolket allt svårare att bevara sitt språk och sin kultur och religion. Från andra världskriget till 1972 ockuperade USA öarna. Fortfarande tjänstgör många amerikaner på Okinawa och ursprungsbefolkningen får allt svårare att upprätthålla sin kultur och etnicitet.